# Marstalltor

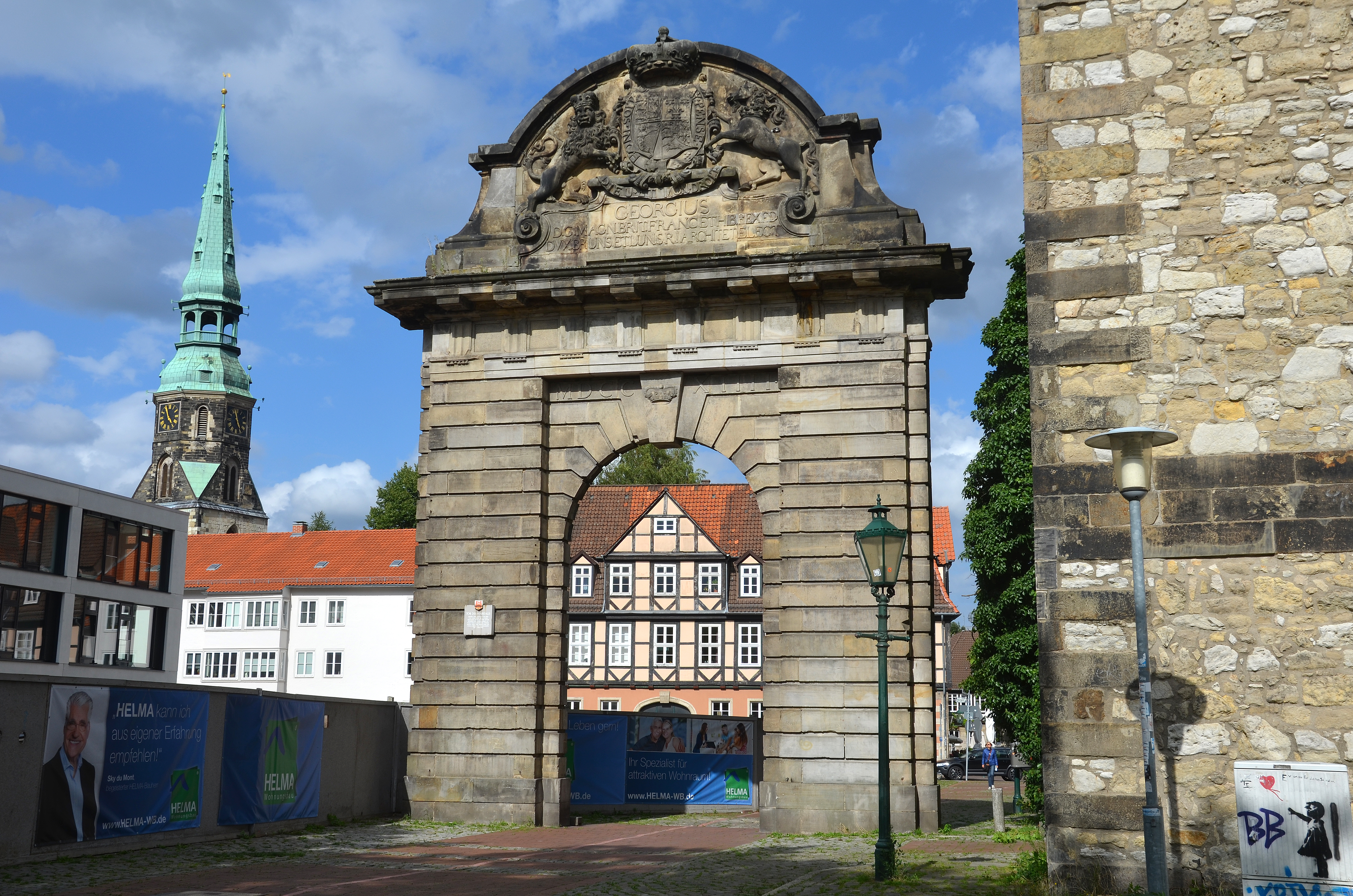
Das Marstalltor; links der Turm der Kreuzkirche, rechts das Zeughaus als Teil des Historischen Museums

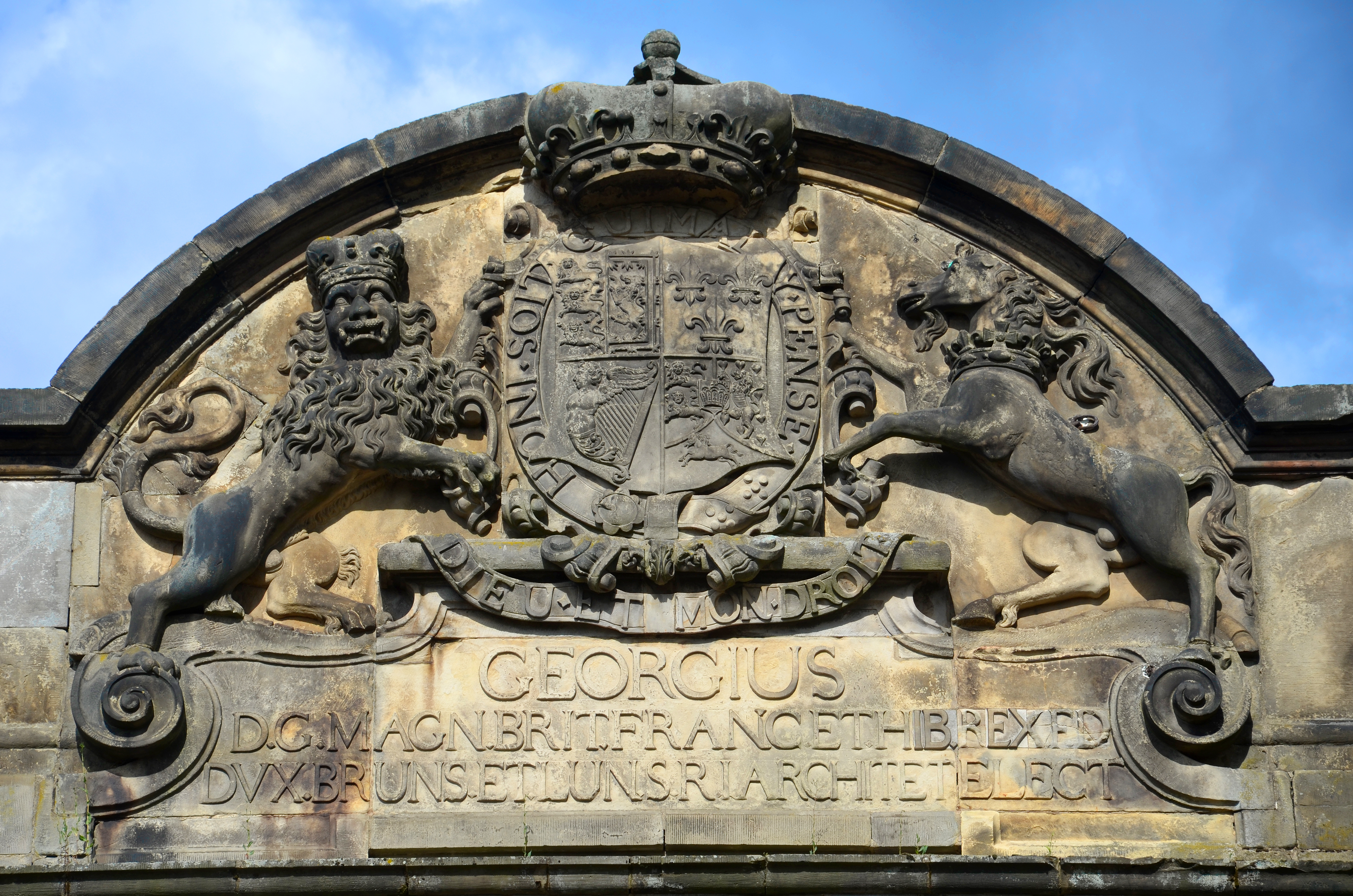
Detailaufnahme des Oberteils mit dem Staatswappen von Georg I., gehalten von einem Löwen und einem Einhorn unter der Krone

Beim Marstalltor in Hannover handelt es sich um den 1714 entstandenen Eingang des früheren Reithauses am Neuen Marstall, der 1712 von Louis Remy de la Fosse erbaut wurde. Marstall und Reithaus gehörten zu den herzöglichen Hofmarställen am Hohen Ufer.
Während das Reithaus durch die Luftangriffe auf Hannover während des Zweiten Weltkriegs zerstört wurde, ist das repräsentativ gestaltete Marstalltor als Mittelportal des Gebäudes erhalten geblieben. Es wurde im Jahr 1967 um etwa 100 Meter nach Süden versetzt. Dort ist es an der Leine nördlich des Historischen Museums aufgestellt worden. Es nimmt den Platz des früheren Brühltores ein. Dabei handelte es sich um ein früheres Stadttor, als Teil der mittelalterlichen Stadtbefestigung Hannover.
Das Marstalltor trägt das Staatswappen des hannoversch-englischen Königs Georg I.